# Портрет Петра Петровича Палена
«Портрет Петра Петровича фон дер Палена» — картина Джорджа Доу и его мастерской из Военной галереи Зимнего дворца.
Картина представляет собой погрудный портрет генерал-лейтенанта Петра Петровича фон дер Палена из состава Военной галереи Зимнего дворца.
Во время Отечественной войны 1812 года генерал-майор граф Пален был шефом Сумского гусарского полка и командовал 3-м резервным кавалерийским корпусом, за отличие под Витебском был произведён в генерал-лейтенанты, в конце июля из-за болезни вынужден был оставить армию. К началу Заграничного похода 1813 года вернулся в строй, отличился в сражении под Бауценом, в Битве народов под Лейпцигом был ранен. В кампании 1814 года сражался во Франции, за взятие Парижа был удостоен ордена Св. Георгия 2-й степени.
Изображён в генеральском доломане Сумского гусарского полка, через плечо перекинута лента ордена Св. Александра Невского с лядуночной перевязью поверх неё, на плечи наброшен ментик. На шее крест ордена Св. Георгия 2-го класса; ниже кресты орденов Св. Владимира 2-й степени, прусского Красного орла 2-й степени и австрийского Леопольда 2-й степени; на ментике серебряная медаль «В память Отечественной войны 1812 года» на Андреевской ленте, крест австрийского Военного ордена Марии Терезии и звёзды орденов Св. Александра Невского, Св. Георгия 2-го класса и Св. Владимира 2-й степени. Слева внизу на фоне под рукой подпись художника: painted by Geo Dawe RA. С тыльной стороны картины надписи: Pahlen 1 и Geo Dawe RA pinxt. Подпись на раме: Графъ П. П. Фонъ-деръ-Паленъ 1й, Ген. Лейтенантъ.
7 августа 1820 года Комитетом Главного штаба по аттестации граф Пален был включён в список «генералов, заслуживающих быть написанными в галерею» и 4 сентября 1821 года император Александр I приказал написать его портрет. 28 сентября 1821 года Палену из Инспекторского департамента Военного министерства было отправлено письмо «портрет его Высочайше повелено написать живописцу Дове, посему если изволит прибыть в Санкт-Петербург, то не оставить иметь с Дове свидание». Сам Пален в это время формально занимал должность командира 4-го резервного кавалерийского корпуса и находился в отпуске за границей, в связи с этим письмо из Инспекторского департамента осталось без ответа и было возвращено в Санкт-Петербург с пометкой «неизвестно в каком именно месте, а известно только, что за границей». Однако вскоре было получено сообщение от его брата генерал-лейтенанта Павла Петровича фон дер Палена о том, что Пётр Петрович постоянно проживает в своём имении в Курляндской губернии и поэтому в губернский центр Митаву из Инспекторского департамента было выслано повторное уведомление для передачи по адресу Палена. В середине марта 1823 года Пален был уволен в отставку и, вероятно, вскоре приехал в Санкт-Петербург, где встретился с Доу. Гонорар Доу был выплачен 25 апреля и 31 июля 1823 года. Готовый портрет был принят в Эрмитаж 7 сентября 1825 года.
В советское время возникла ошибка в атрибуции портрета — по неизвестной причине он стал считаться портретом его брата Павла Петровича Палена (соответственно портрет Павла стал считаться портретом Петра), например в книге Глинки и Помарнацкого о Военной галерее портреты обоих братьев перепутаны. Первым вернул правильную атрибуцию портретам Л. Л. Ивченко в «Словаре русских генералов». Путаница была подробно разобрана и окончательно устранена в статье А. В. Кибовского. Хранитель британской живописи в Эрмитаже Е. П. Ренне поддержала атрибуцию Ивченко и Кибовского.